# Pierre de Gondi (Herzog)

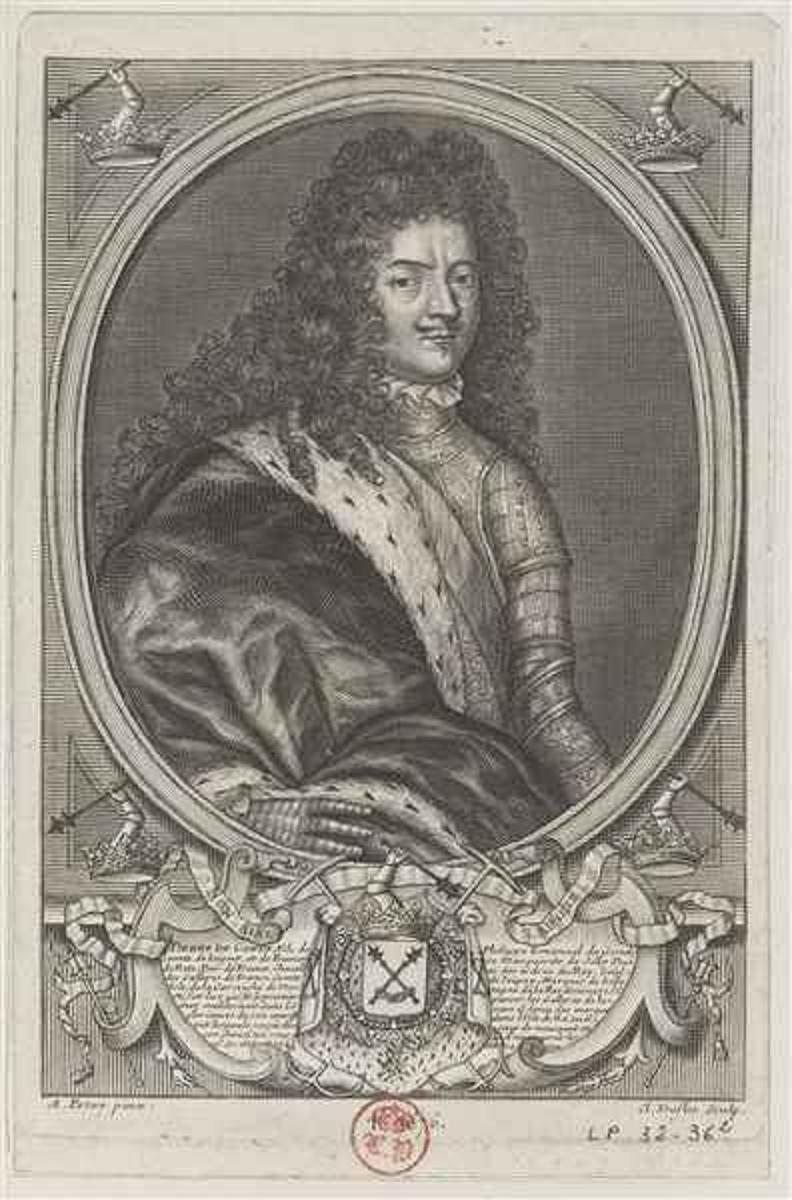
Porträt Pierre de Gondis, Claude Duflos

Pierre de Gondi (* 1602 in Paris; † 29. April 1676 in Machecoul) war ein französischer Adliger aus einer ursprünglich italienischen Familie. Er war 3. Duc de Retz, Pair de France, Seigneur de Machecoul, Comte de Joigny, Marquis des Îsles d’Or, Marquis de La Garnache (1675), Baron de Mortagne et de La Hardouinaye und  Général des Galères de France.

## Leben
Pierre de Gondi war der Sohn von Philippe Emmanuel de Gondi († 1662), Comte de Joigny, Marquis de Belle-Isle, oder Marquis des Isles d’Or etc. und Françoise Marguerite de Silly († 1625), Dame souveraine de Commercy. Sein jüngerer Bruder war der spätere Kardinal (1652) Jean-François Paul de Gondi (1614–1679), genannt le Cardinal de Retz, der ihm am Hof Ludwigs XIV. Skandale einbrachte, zudem war er ein Neffe von Jean-François de Gondi (1584–1654), dem (ab 1622) ersten Erzbischof von Paris.
Pierre de Gondi wurde nach der allgemeinen Überlieferung im Jahr 1602 in Paris geboren, die Hochzeit seiner Eltern fand aber erst am 11. Juni 1604 statt, und bei seiner Bestattung am 5. Mai 1676 wird in den Sterberegistern von Machecoul sein Alter mit sogar 76 Jahren vermerkt.
Sein Vetter Henri de Gondi, Duc de Retz, der keine Söhne, aber zwei Töchter als Erbinnen hatte (Catherine (* 28. Dezember 1612) und Marguerite Françoise (* 18. April 1615)), arrangierte die Hochzeit der älteren Tochter mit Pierre, obwohl sie bereits Louis de Bourbon-Vendôme (1612–1669) versprochen war, so dass das Herzogtum Retz in der Familie blieb. Der Ehevertrag wurde am 3. August 1633 (mit päpstlichem Dispens wegen der Verwandtschaft) in Machecoul geschlossen.
Im Februar 1634 trat Henri de Gondi zugunsten seiner Tochter und seines Schwiegersohnes zurück, die auf diese Weise der neue Duc und die neue Duchesse de Retz, Pair de France (registriert am 14. März 1634) und Seigneur de Machecoul wurde. Er wurde „der junge Herzog von Retz“ genannt, um ihn von seinem Schwiegervater, dem „alten Herzog“ zu unterscheiden.
Pierre und Catherine de Gondi bekamen ebenfalls keine Söhne, sondern zwei Töchter:
- Marie-Catherine Antoinette de Gondi (* 30. November 1648 in Machecoul ; † 31. Juli 1716[7] in Paris)
- Paule Marguerite Françoise de Gondi (* 12. März 1655 in Machecoul; † 21. Januar 1716[8] in Paris), Duchesse de Retz, 1676 4. Marquise de La Garnache; ⚭ 12. März 1675 François Emmanuel de Bonne de Créquy, 1677 4. Duc de Lesdiguières, Pair de France, 1661 Gouverneur der Dauphiné (* Dezember 1645; † 3. Mai 1681).

### Politische und militärische Karriere
1622 folgte Pierre de Gondi seinem Vater Philippe Emmanuel auf die Seite des Duc de Guise im Kampf gegen das protestantische La Rochelle.
Am 12. März 1626 wurde er nach dem Rücktritt seines Vaters Général des Galères de France und Lieutenant-général ès mers du Levant. In der Schlacht bei Pont du Feneau (8. November 1627) auf der Île de Ré wurde er an der Schulter verwundet. Am 31. Januar 1635 trat er auf Druck von dieser Aufgabe zugunsten von François II. de Vignerot, Marquis de Pont-Courlai (1609–1646), einem Neffen Richelieus, zurück.
1628 erbte er mit dem Tod von François de Silly, Baron d’Acquigny, Duc de La Roche-Guyon, Pair de France, Grand Louvetier de France, und Vetter seiner Mutter Marguerite de Silly, die Hälfte der Baronie Acquigny. Die andere Hälfte kaufte er am 24. März 1636. Für die Baronien Acquigny und Crèvecœur leistete er am 21. Mai 1636 den Lehnseid, bereits am 24. September 1646 verkaufte er beide Lehen.
Am 31. Dezember 1661 wurde Pierre de Gondi Ritter im Orden vom Heiligen Geist.

### Der Herzog von Retz und sein Bruder
Der Bruder von Pierre, Paul de Gondi, schaffte, obwohl er für eine kirchliche Karriere bestimmt war, einen Skandal in Machecoul, indem er – obwohl geistlicher Würdenträger – heimlich Marguerite-Françoise de Gondi umwarb, die jüngere Schwester Catherines, die er bei der Hochzeit von Pierre und Catherine getroffen hatte. Als seine Avancen entdeckt wurde, schickten ihn sein Vater, sein Bruder Pierre und der „alte Herzog“ zurück nach Paris, damit er an der Sorbonne seine Studien fortsetze, wo er weibliche Eroberungen und Duelle vervielfachen wird, nach Venedig und dann nach Rom fliehen musste, bevor er zurückkommen konnte, um sich gegen den Kardinal Richelieu zu verschwören. In dieser Zeit (am 3. Mai 1644) heiratete Marguerite-Françoise Louis de Cossé, den späteren (1651) 3. Duc de Brissac († 26. Februar 1661).
Zwei Jahre nach seiner Hochzeit kam „der junge Herzog“ in finanzielle Schwierigkeiten, als seine Einnahmen stark absanken, was zum Rücktritt vom Amt des Galeerengenerals beitrug. Er warf seinem Bruder Paul, der 1627 Domherr in Paris geworden war, in diesem Fall nicht eingegriffen zu haben. Paul wird in seinen Memoiren schreiben: „Monsieur de Retz ... hat mir noch nicht vergeben, dass  ich nichts unternommen habe, um ihm die Generalität der Galeeren zu erhalten“.
Dennoch wird Pierre seinem Bruder helfen, die Herrschaft Commercy auszulösen, die von ihrer mütterlichen Seite stammte und deren Erbe mit Schulden belastet ist. Die erforderlichen 301500 Livre werden größtenteils von Pierre und seiner Frau Catherine bezahlt, aber Paul wird sie niemals vollständig erstatten. Er hat volles Vertrauen in seinen Bruder Pierre, kann sich aber nur gelegentlich auf ihn verlassen: „Monsieur le Duc de Retz“, schreibt er, „hatte die gute Absicht, aber er war nicht zu einem großartigen Plan fähig. Außerdem hielten ihn seine Frau und sein Stiefvater zurück“.
Pierre hatte auch nicht die gleichen Ambitionen wie sein Schwager Louis de Cossé-Brissac. Er hatte Familiensinn, glaubte aber nicht, wie der Duc de Brissac, dass im Falle des Erfolgs von Paul als Kardinal er „eine goldene Brücke“ haben werde. Tatsächlich verlor er während der Fronde und der Ereignisse nach der Verhaftung von Paul de Gondi viel Geld. Und Pierre wandte sich schließlich von seinem Bruder, ab und überließ ihn seinen Abenteuern.
Dennoch half er ihm bei der Flucht aus der Burg von Nantes (und aus der Überwachung durch seinen Kerkermeister Charles de La Porte), indem er sich mit dem verwundeten Flüchtling traf und ihn nach Machecoul brachte, um ihn zu verstecken, wo er aber vom „alten Herzog“, seiner Schwägerin Catherine und deren Schwester Marguerite-Françoise nur kalt empfangen wurde. Paul schreibt: „Madame de Brissac ... sagte zu mir, als sie mir eine Flasche Eau impériale gab: Es war nur dein Unglück, dass mich daran gehindert hat, sie mit Gift zu versetzen. Madame de Rais und ihr Vater konnten nicht anders, als mir ihren bösen Willen zu zeigen. (…) Die Wahrheit ist, dass beide vor Angst vor dem Marschall La Meilleraye starben, der, wütend wie er über meine Flucht war, und noch mehr, dass er vom ganzen Adel verlassen worden war, drohte, das ganze Land Retz in Brand und Blut zu setzen.“ Schließlich schickte Pierre seinen Bruder weg, damit er sich auf der Belle-Île verstecke.
Als Vergeltung dafür, Paul de Gondi bei der Flucht geholfen zu haben, wurde das Einkommen des Herzoges von Retz in Paris beschlagnahmt, ebenso das der Herzogin und Louis de Cossé de Brissacs. Es wurden sogar Maßnahmen zur Verbannung gegen die Unterstützer bei der Flucht ergriffen: Herzog Pierre wurde im Herbst 1655 „eingeladen“, mit seiner Frau und den beiden Töchtern, die damals sechs Jahre bzw. sechs Monate alt waren, nach Bourges zu kommen. Louis de Cossé de Brissac wurde in Issoudun unter Hausarrest gestellt.
Angesichts der Beleidigung seitens der Familie Gondi beschloss Charles de La Porte, sie anzugreifen, und stellte eine große Truppe auf, um Machecoul einzunehmen, aber dem „alten Herzog“ gelang es schließlich, die Gemüter zu beruhigen, nachdem in Machecoul bereits Panik ausgebrochen war. Charles de la Porte schickt nur Soldaten, um das Schloss Machecoul zu besetzen, die Familie Gondi musste sich zurückhalten und versuchen, Vergebung zu erlangen. Danach standen die Gondi am Hof Ludwigs XIV. jedoch ständig unter Rebellionsverdacht. Vielleicht rächte sich Pierre de Gondi wegen der königlichen Belästigungen, indem er 1658 Belle-Île an Nicolas Fouquet verkaufte, der nun seinerseits eine Quelle des Ärgers für Ludwig XIV. wurde. Paule Marguerite Françoise de Gondi, Tochter und Nachfolgerin Pierres, wurde wohl das letzte Opfer der Ressentiments Ludwigs XIV., als dieser 1699 ihre Burg Machecoul schleifen ließ.

### Der Herzog von Retz und seine ältere Tochter
Marie Catherine de Gondi, Pierres ältere Tochter, die nach einigen Aufenthalten am Hof Ludwigs XIV. ein aussichtsreiches mondänes Leben vor sich hatte, entschloss sich 1665, 17-jährig, eine Nonne bei den Filles du Calvaire zu werden. Ihr Vater versuchte ein Jahr lang, seine Tochter davon abzubringen, lehnte ihren Entschluss am Ende aber nicht ab.
Aus Marie Catherine wurde somit Sœur Antoinette de Sainte-Scholastique (den gleichen Namen hatte ihre Urgroßmutter Antoinette d’Orléans-Longueville gewählt). Da sie in den Calvaire von Nantes eingetreten war, plante er, in Machecoul ein Kloster des Ordens zu gründen, um seine Tochter näher bei sich zu haben. Nach einer positiven Stellungnahme des Königs Ludwig XIV. vom 20. August 1671 wurde das letzte Dokument zur Einweihung der Calvairiennes in Machecoul am 26. April 1673 verabschiedet: es entstand der „Couvent du Calvaire“ in Machecoul, dessen „Chapelle du Calvaire“ noch heute steht. „Sœur Antoinette“ leitete dieses Kloster ab 1674, als sie erst 26 Jahre alt war.

### Tod und Nachleben
Pierre de Gondi lebte hauptsächlich in seinem Herzogtum auf der Burg von Machecoul, wo seine Töchter geboren wurden und wo er am 29. April 1676 starb. Er wurde am 5. Mai 1676 in Machecoul bestattet. Catherine de Gondi starb am 18. September 1677 und wurde am 20. bestattet. Ihre Gebeine ruhen in der Kirche La Trinité in Machecoul, die Herzen wurden in einer Urne in die „Chapelle du Calvaire“ gebracht.
Seine ältere Tochter blieb Priorin in Machecoul bis 1677, ging dann nach Paris, wo sie am 1. Juli 1716 als Supérieure générale des Filles de La Congrégation du Calvaire starb.
Seine jüngere Tochter Paule Marguerite Françoise de Gondi wurde seine Nachfolgerin. Sie wurde Duchesse de Retz, Dame de Machecoul, Marquise de La Garnache, Comtesse de Joigny et de Sault, Baronne de Mortagne sowie durch ihre Ehe Duchesse de Lesdiguières.